# NGC 7523
NGC 7523 је спирална галаксија у сазвежђу Пегаз која се налази на NGC листи објеката дубоког неба.
Деклинација објекта је + 13° 59' 12" а ректасцензија 23h 13m 34,7s. Привидна величина (магнитуда) објекта NGC 7523 износи 14,9 а фотографска магнитуда 15,7. NGC 7523 је још познат и под ознакама CGCG 431-18, KUG 2311+137, PGC 70726.